# Miguel de Roda y Roda
Miguel de Roda y Roda (Turón, 24 de gener de 1808-Madrid, 1863) va ser un advocat, propietari i polític espanyol, diputat, senador i ministre durant el regnat d'Isabel II d'Espanya.

## Biografia
Va estar sempre vinculat al liberalisme progressista. En 1836 era comandant del primer batalló de la Milícia Nacional de Granada i va donar suport al motí de la Granja de San Ildefonso. Fou escollit diputat per Granada a les eleccions de 1836, 1837, 1839, 1840, 1841, 1843, 1846, 1851, 1853 i 1854, com a representant del sector moderat del Partit Progressista, i senador vitalici des de 1858. Quan es va produir la vicalvarada (1854) fou Ministre de Foment en el brevíssim gabinet del Duc de Rivas i ministre interí durant uns mesos amb Baldomero Espartero